# Lassafeber
Lassafeber der også kaldes Lassa-blødningsfeber eller Lassa hæmoragisk feber, er 
en zoonose forårsaget af Lassavirus, der overføres til mennesker fra rotter og andre gnavere. 
Lassafeber er endemisk i vestafrikanske lande, især Sierra Leone, Guinea, Nigeria og Liberia, hvor den årlige forekomst af infektion er mellem 300.000 og 500.000 tilfælde, hvilket resulterer i 5.000 dødsfald om året. Lassavirus kaldes sammen med Ebolavirus og Marburgfeber for de afrikanske blødningsfebervirus og klassificeres som virus i højeste fareklasse.